# Степное (Алтынсаринский район)
Степное (каз. Степной) — упразднённое село в Алтынсаринском районе Костанайской области Казахстана. Входило в состав сельского округа имени Ильяса Омарова. Ликвидировано в 2013 году. Находилось примерно в 41 км к северо-востоку от села Убаганское. Код КАТО — 393243400.

## Население
В 1999 году население села составляло 113 человек (53 мужчины и 60 женщин). По данным переписи 2009 года, в селе проживало 7 человек (4 мужчины и 3 женщины).